# 马祥麟
马祥麟  （1913年 - 1994年11月18日）河北省高阳县河西村人，北方昆曲剧院昆曲演员，工文武旦

## 早年经历
马祥麟的父亲马彩凤学唱武旦和小生，马彩凤跟随流动性的戏班边学边演。马祥麟从小跟随父亲和侯益隆练功。1920年，他第一次演出正戏《打杠子》，在里面扮演小旦角；1926年他演出《打钢刀》、《小昭君出塞》。之后他陆续演出了《琴挑》、《金山寺》、《断桥》《借扇》、《藏舟》、《相梁刺梁》、《闹学》、《佳期》、《拷红》、《思凡》、《荷珠配》、《背娃入府》、《一两漆》、《刺虎》、《打子》等戏。

## 荣庆社时期
由于马彩凤跟随荣庆社演出，少年马祥麟经常跟随父亲看戏，他后来在荣庆社演出。1935年荣庆社分裂，荣庆社的班牌分到侯永奎、陶显庭、郝振基、马祥麟等人；1936年他们重组荣庆社在北京、天津演出。1939年，荣庆社解散。

## 赴日本演出
1928年跟随荣庆社去日本演出

## 组建北方昆曲剧院[6][7]
1956年，原荣庆社的成员韩世昌、侯永奎、马祥麟、侯玉山等人组成北方昆曲代表团，参加由上海市文化局、中国戏剧家协会上海分会举办的“南北昆会演”，马祥麟演出《昭君出塞》。
1957年6月22日，北方昆曲剧院成立，韩世昌、侯永奎、侯玉山、白云生、马祥麟等人成为北方昆曲剧院的第一代主力军。

## 曾任职务
1950年 人民艺术剧院戏剧部歌舞剧队教员
1951年 中央戏剧学院舞蹈教员
1957年 担任北方昆曲剧院艺术委员会主任
1966年 北方昆曲剧院被撤销，被调入北京市文化局戏曲研究所
1979年 北方昆曲剧院复建，担任副院长
1979年后 担任中国戏剧家协会北京分会副主席、艺术语言研究会理事、圆明园学会筹委会委员、北京市宜武区政协委员等社会职务

## 作品
《昆曲棋盘会的演出和特点》
《北昆沧海忆当年》
《我与昆曲共一生》
《马祥麟演出剧目集》